# Universität Utsunomiya

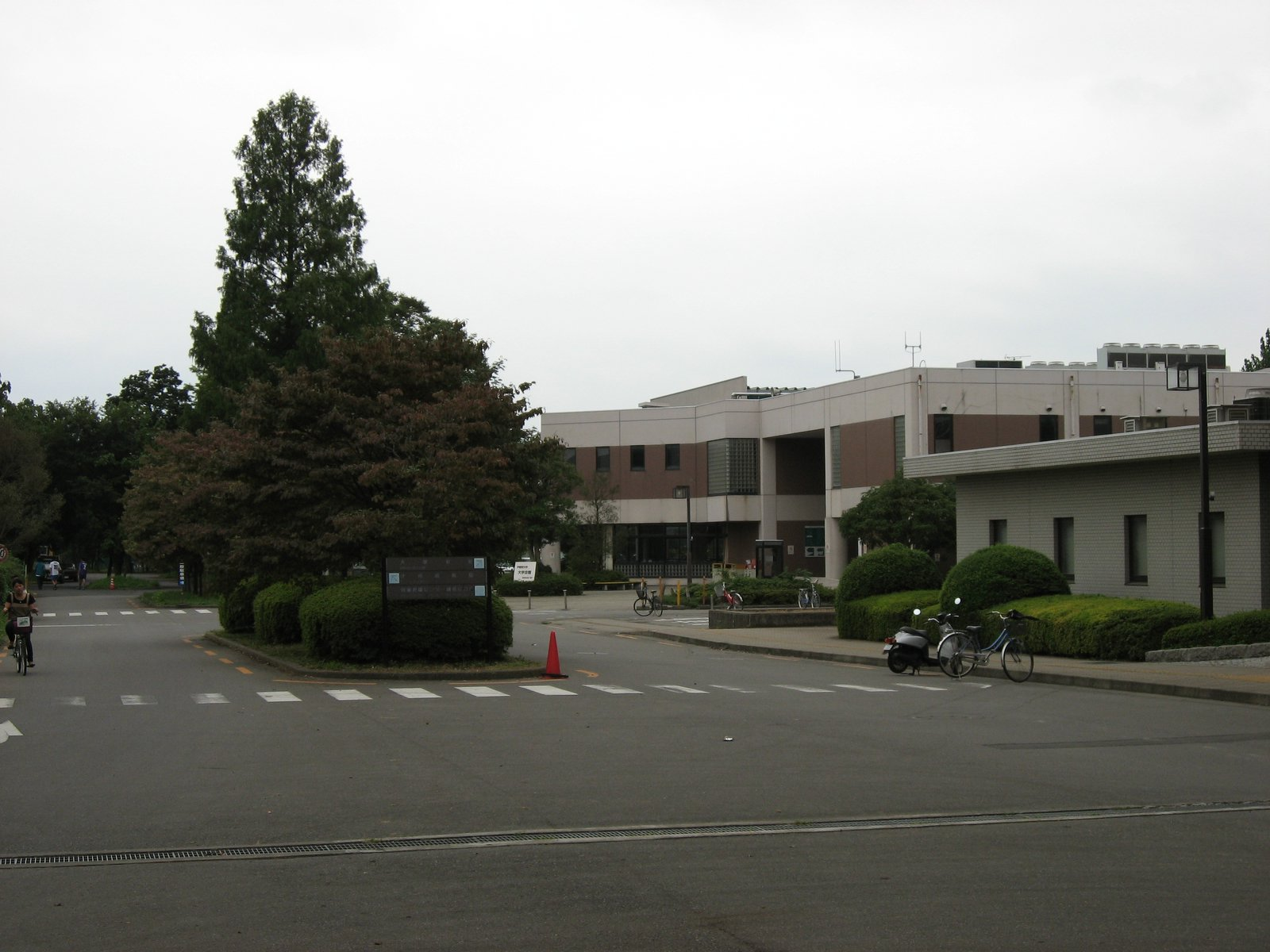
Mine-Campus

Die Universität Utsunomiya (jap. 宇都宮大学, Utsunomiya daigaku, kurz: Udai (宇大)) ist eine staatliche Universität in Japan. Der Hauptcampus liegt in Minemachi, Utsunomiya in der Präfektur Tochigi.

## Geschichte
Die Universität wurde 1949 durch den Zusammenschluss der folgenden staatlichen Fachschulen gegründet: die Land- und Forstwirtschaftsfachschule Utsunomiya (宇都宮農林専門学校, Utsunomoya nōrin semmon gakkō, gegründet 1922), die Normalschule Tochigi (栃木師範学校, Tochigi shihan gakkō, gegründet 1873) und die Jugend-Normalschule Tochigi (栃木青年師範学校, Tochigi seinen shihan gakkō, gegründet 1922).
Zunächst wurden zwei Fakultäten (Agrarwissenschaft und Liberal Arts) eröffnet und 1964 wurde die technische Fakultät im Yōtō-Campus (ihre Vorgängerin war eine staatliche technische Hochschule, gegründet 1961) eingerichtet. 1966 wurde die Fakultät für Liberal Arts in Fakultät für Pädagogik umbenannt. 1994 wurde die Fakultät für Internationale Studien gegründet.
Der heutige Mine-Campus ist der ehemalige Campus der Land- und Forstwirtschaftsfachschule Utsunomiya. Sie war eine der wenigen Schulen, die den Kurs für Agrarökonomie hatten. Sie verlor 1949 das Hauptgebäude durch Feuer. Ihre Aula und Vorgarten aber bleiben noch heute im Campus.

## Fakultäten

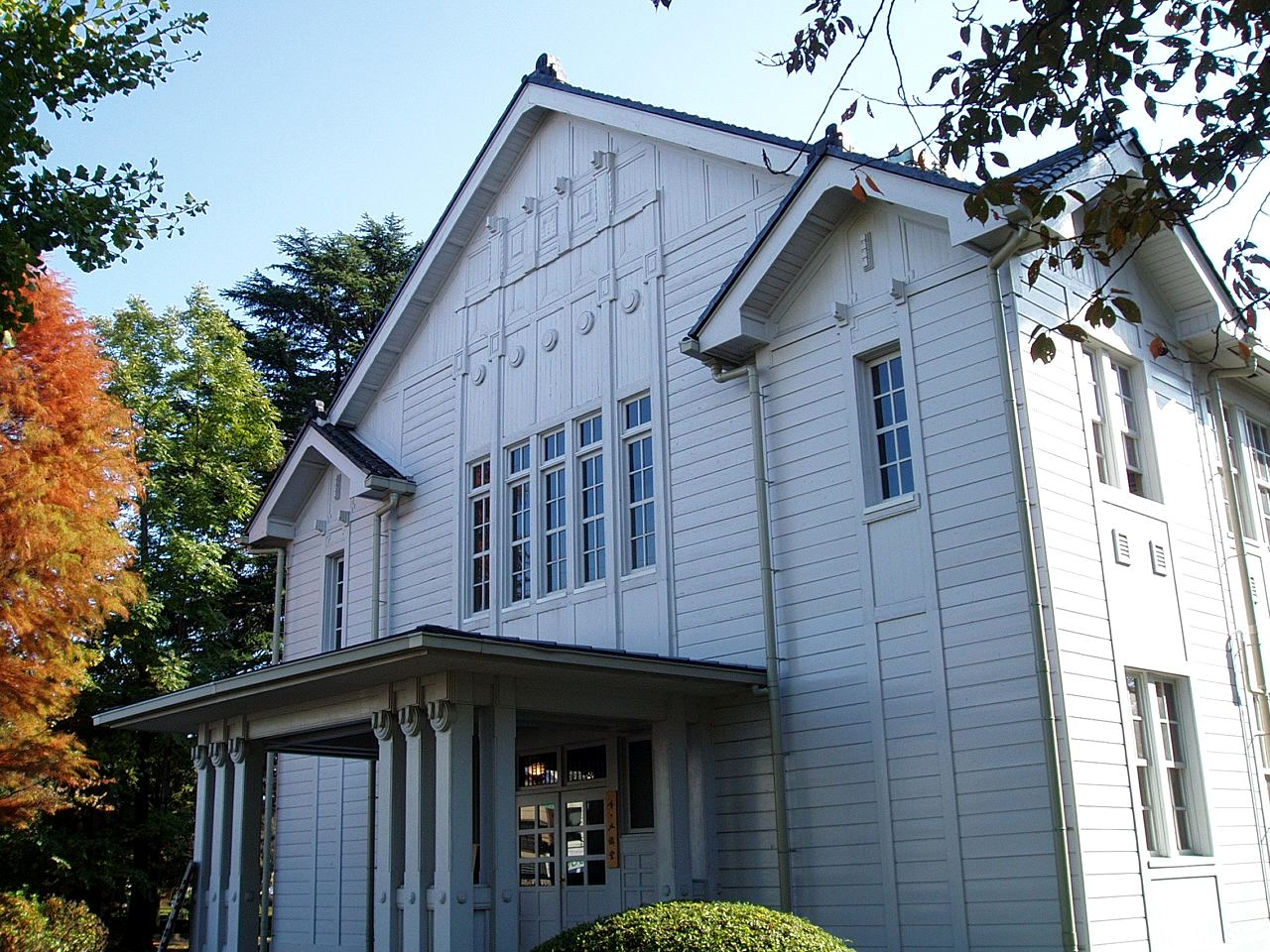
Die alte Aula, erbaut 1924, repariert 2009

- Mine-Campus (in Minemachi, Utsunomiya, 36° 32′ 56,1″ N, 139° 54′ 50,1″ OKoordinaten: 36° 32′ 56,1″ N, 139° 54′ 50,1″ O):
  - Fakultät für Internationale Studien
  - Fakultät für Pädagogik
  - Fakultät für Agrarwissenschaft
- Yōtō-Campus (in Yōtō, Utsunomiya, 36° 33′ 4,1″ N, 139° 55′ 47″ O):
  - Fakultät für Ingenieurwissenschaften